# Kolombangara

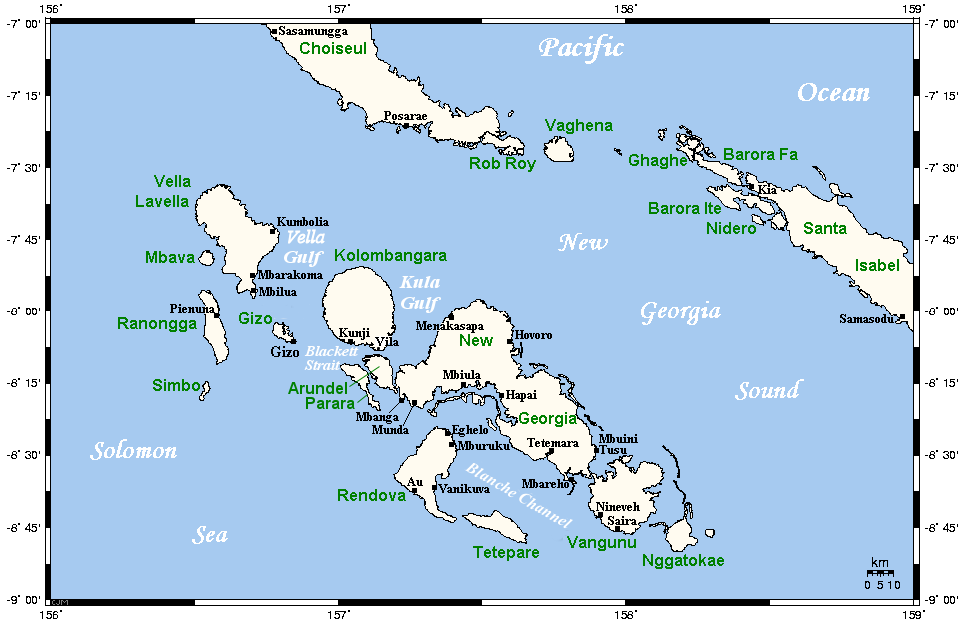
Grupa wysp Nowej Georgii, Kolombangara po lewej od centrum

Kolombangara – wyspa wulkaniczna w grupie wysp Nowej Georgii w archipelagu Wysp Salomona, należąca do państwa Wysp Salomona.
Wyspa ma kształt zbliżony do okręgu o średnicy ok. 15 km, a jej główną częścią jest stratowulkan Mount Veve wznoszący się na wysokość 1768 m n.p.m. Wyspa położona jest na południowym skraju cieśniny New Georgia Sound ciągnącej się wzdłuż archipelagu Wysp Salomona. Na południowym wschodzie oddzielona jest od Nowej Georgii przez zatokę Kula, na zachodzie oddzielona jest od wysp Vella Lavella i Gizo przez zatokę Vella.
Kolombangara jest w większości zalesiona, z niewielką liczbą mieszkańców. Nazwa pochodzi z miejscowego języka, w wolnym tłumaczeniu znaczy „Pan Wód”, od ok. 80 rzek i strumieni spływających po zboczach.
Na Kolombangarze są dwie główne osady: Ringgi (większa) i Mongga. Głównym przemysłem jest pozyskiwanie drewna.

## Historia
Podczas II wojny światowej wyspa i wody ją otaczające były miejscem walk między Japończykami a Amerykanami. Japończycy używali lotniska wojskowego w Vila na południowo-wschodnim wybrzeżu. Od maja 1943 na wyspie bazował kilkunastotysięczny garnizon japoński, pod dowództwem generała majora Noboru Sasaki. Zaopatrzenie dla garnizonu dostarczane było w nocnych akcjach marynarki japońskiej na pokładach niszczycieli, nazywanych przez Amerykanów Tokyo Express. Główne starcia toczone wokół wyspy to bitwa w zatoce Kula, bitwa pod Kolombangarą w lipcu 1943 i bitwa w zatoce Vella w sierpniu 1943. Koło Kolombangary zatopiono też kuter torpedowy PT-109 przyszłego prezydenta USA Johna F. Kennedy’ego. Amerykanie nie zdobywali Kolombangary, lecz po zdobyciu otaczających ją wysp – Nowej Georgii i Vella Lavella, Japończycy ewakuowali garnizon między 23 września a 4 października 1943. Na miejscu byłej bazy lotniczej Vila alianci założyli w 1944 farmę jarzynową dla dostarczania zaopatrzenia wojsku i cywilom.